# Naturschutzgebiet Goldberg (Burgenland)
Koordinaten: 47° 50′ 28″ N, 16° 38′ 32″ O

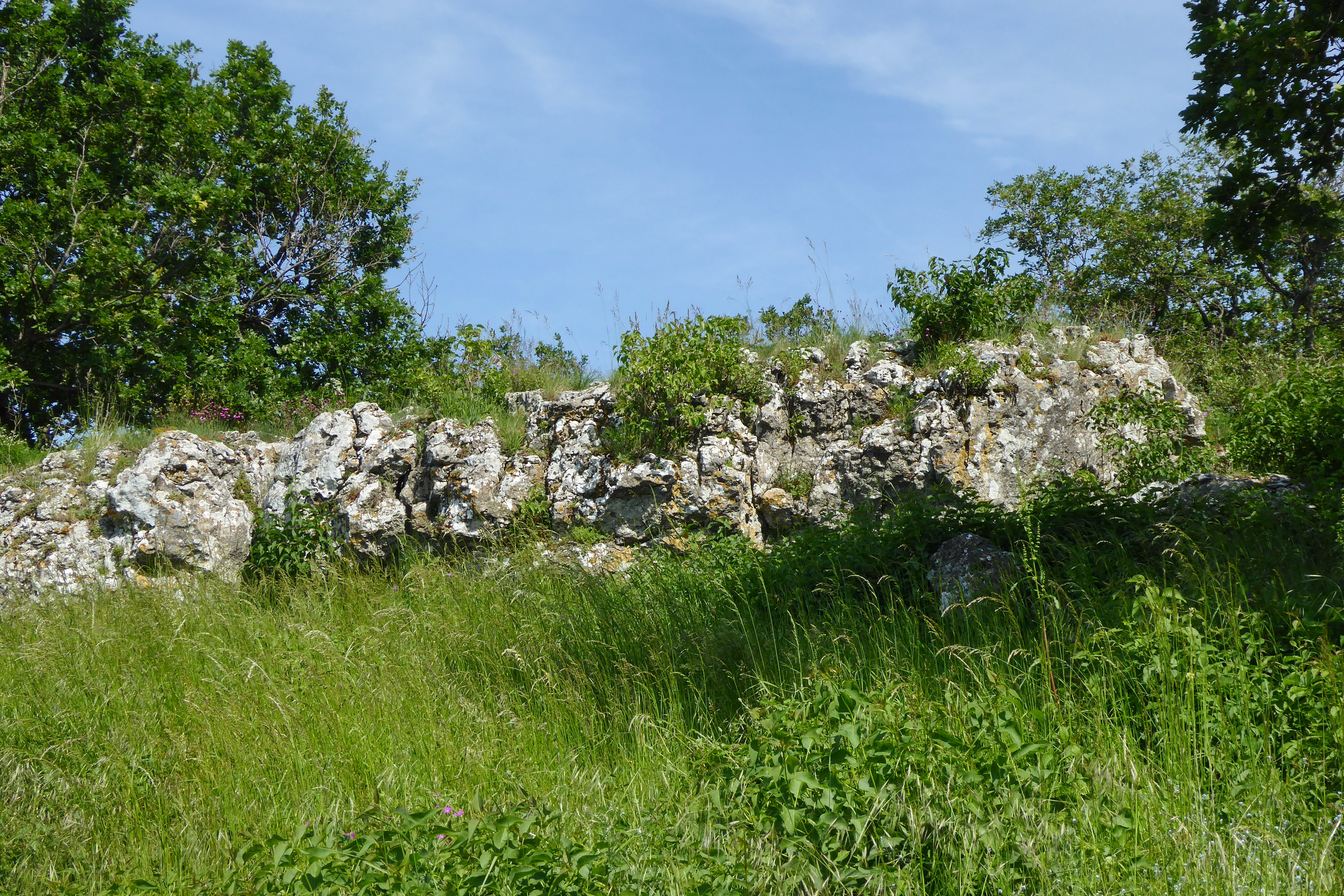
Naturschutzgebiet Goldberg in Schützen am Gebirge (Mai 2016)

Das Naturschutzgebiet Goldberg (Burgenland) liegt in der Gemeinde Schützen am Gebirge im Bezirk Eisenstadt-Umgebung in Burgenland. 
Das Gebiet, in dem sich der 224 Meter hohe Goldberg erhebt, erstreckt sich südöstlich von Schützen am Gebirge. Westlich des Gebietes verläuft die Landesstraße L 210 und fließt die Wulka, nördlich verläuft die L 236.

## Bedeutung
Das Gebiet wurde im Jahr 1973 unter der ID 1014 unter Naturschutz gestellt.